# Kia Silverbrook
Pour les articles homonymes, voir Kia.
Kia Silverbrook, né en 1958, est un inventeur, scientifique et homme d'affaires australien connu pour être l'un des inventeurs les plus prolifiques du monde. Il détient 4 744 brevets américains en date du 19 décembre 2017, ainsi que 9 874 brevets internationaux enregistrés à l'INPADOC (en), un registre international de brevets. 

## Biographie
Kia Silverbrook naît en Australie en 1958. Il commence sa carrière en technologies chez Fairlight (en) en 1977. Il y invente en 1984 le Fairlight CVI, un ordinateur d'effets spéciaux en temps réel. Il quitte Fairlight en 1985. Après son départ, il fonde Integrated Arts et en devient son directeur général. Il travaille pour IA jusqu'en 1990, lorsqu'il rejoint la subdivision australienne de Canon, pour qui il est directeur exécutif jusqu'en 1994. 
Il fonde par la suite sa propre compagnie de recherche, Silverbrook Research, avec laquelle il va  publier la majorité de ses brevets. Outre sa participation dans sa compagnie de recherche, il occupe diverses positions exécutives dans des compagnies technologiques. En septembre 2012, Silverbrook accorde une interview avec Tech in Asia (en) où il relativise le fait de posséder plusieurs brevets. En 2014, il fait face à des accusations de sous-paiement de 870 000 $ (AUD) à l'égard de ses employés, même si la majorité d'entre eux étaient quand même satisfaits, puisqu'ils espéraient recevoir l'argent une fois le projet terminé. Une entente a été signée hors tribunaux. L'année précédente, 150 employés s'étaient plaints de salaires non payés, alors que le milliardaire américain George Kaiser (en) avait personnellement investi 610 000 000 $ (USD), et n'étaient pas satisfait des résultats.

## Brevets
Avec Silverbrook Research, Kia a notamment inventé Memjet en 2002, une compagnie de technologie relative aux machines à imprimer, ainsi que NetPage une application de numérisation lancée pour la première fois sur Esquire. Avec ses 4744 brevets américains et ses 9874 brevets internationaux, Silverbrook était le détenteur du plus grand nombre de brevets de 2008 à 2017, mais a été dépassé cette année-là par l'inventeur japonais Shunpei Yamazaki, qu'il avait dépassé en 2008.
Beaucoup de ses brevets ont été achetés par différentes grandes compagnies technologiques, dont 250 brevets relatifs à la photographie achetés par Google, Facebook et Apple. 